# 君島憂樹
君島 憂樹（きみじま ゆうき、1997年4月27日 - ）は、元宝塚歌劇団月組の娘役。
東京都渋谷区、日本女子大学附属高等学校出身。身長167.5cm。愛称は「ゆうき」。
宝塚歌劇団時代の芸名は蘭世 惠翔（らんぜ けいと）。

## 来歴
2014年、宝塚音楽学校入学。音楽学校の文化祭では演劇部門で主役を務め、卒業時には演劇部門で優秀賞を受賞。
2016年、音楽学校卒業後、宝塚歌劇団に102期生として入団。入団時の成績は13番。星組公演「こうもり／THE ENTERTAINER!」で蘭世惠翔として初舞台。その後、月組に配属。
2018年、愛希れいか退団公演となる「エリザベート」で、少年ルドルフ役に抜擢。新人公演では女役マダム・ヴォルフを演じる。
2019年8月22日付で男役から娘役へと転向。
2023年4月30日、「応天の門／Deep Sea」東京公演千秋楽をもって、宝塚歌劇団を退団。
退団後は本名の君島憂樹として活動を続けている。

## 人物
祖父は世界的服飾デザイナーの君島一郎、父は君島誉幸、母は実業家で元モデル・女優の君島十和子である。

## 宝塚歌劇団時代の主な舞台

### 初舞台
- 2016年3 - 4月、星組『こうもり』『THE ENTERTAINER!』（宝塚大劇場のみ）

### 月組男役時代
- 2016年6 - 9月、『NOBUNAGA〈信長〉-下天の夢-』 - 新人公演：二条晴良（本役：佳城葵）『Forever LOVE!!』
- 2016年10月、『FALSTAFF』（バウホール）
- 2017年1 - 3月、『グランドホテル』 - 新人公演：ベルボーイ『カルーセル輪舞曲（ロンド）』
- 2017年5月、『長崎しぐれ坂』 - 伊佐次（幼年時代）『カルーセル輪舞曲（ロンド）』（博多座）
- 2017年7 - 10月、『All for One』 - 新人公演：リュリ（本役：佳城葵）
- 2017年12月、『Arkadia-アルカディア-』（バウホール） - ギスラン
- 2018年2 - 5月、『カンパニー-努力（レッスン）、情熱（パッション）、そして仲間たち（カンパニー）-』 - 新人公演：間内澄人（本役：千海華蘭）『BADDY（バッディ）-悪党（ヤツ）は月からやって来る-』
- 2018年6 - 7月、『THE LAST PARTY〜S. Fitzgerald’s last day〜』（日本青年館・ドラマシティ） - RANZE／読者／記者／パリのボーイ
- 2018年8 - 11月、『エリザベート-愛と死の輪舞（ロンド）-』 - ルドルフ（少年）、新人公演：マダム・ヴォルフ（本役：白雪さち花）[3]
- 2019年1月、『Anna Karenina（アンナ・カレーニナ）』（バウホール） - セルゲイ・カレーニン（セリョージャ）／執事／将校
- 2019年3 - 6月、『夢現無双』 - 悪党／代役：辻風黄平（本役：風間柚乃）[注釈 1]、新人公演：祇園藤次（本役：輝月ゆうま）『クルンテープ 天使の都』
- 2019年7 - 8月、『ON THE TOWN（オン・ザ・タウン）』（梅田芸術劇場） - アナウンサー／コニーアイランドのMC

### 月組娘役時代
- 2019年10 - 12月、『I AM FROM AUSTRIA-故郷（ふるさと）は甘き調（しら）べ-』 - 新人公演：ロミー・エードラー（本役：海乃美月）
- 2020年2月、『出島小宇宙戦争』（ドラマシティ・東京建物 Brillia HALL） - ヘレーネ
- 2020年9 - 2021年1月、『WELCOME TO TAKARAZUKA-雪と月と花と-』『ピガール狂騒曲』 - グリーユ[注釈 2]
- 2021年3月、『幽霊刑事（デカ）〜サヨナラする、その前に〜』（バウホール） - 経堂保美／警官
- 2021年5 - 8月、『桜嵐記（おうらんき）』 ‐ 祝子／花一揆、新人公演：名子（本役：晴音アキ）『Dream Chaser』
- 2021年10 - 11月、『川霧の橋』 - お千代『Dream Chaser-新たな夢へ-』（博多座）
- 2022年1 - 3月、『今夜、ロマンス劇場で』 - 岸藍子、新人公演：雨霧（本役：天紫珠李）『FULL SWING!』
- 2022年7 - 8月、『グレート・ギャツビー』（宝塚大劇場） - タンゴの歌手／ジュリア
- 2022年9 - 10月、『グレート・ギャツビー』（東京宝塚劇場） - タンゴの歌手／ジュリア、新人公演：ジョーダン・ベイカー（本役：彩みちる）
- 2022年11 - 12月、『ELPIDIO（エルピディイオ）』（KAAT神奈川芸術劇場・ドラマシティ） - エステル
- 2023年2 - 4月、『応天の門』 - 若き日の高子『Deep Sea-海神たちのカルナバル-』 退団公演[3]

### 出演イベント
- 2017年10月、第54回『宝塚舞踊会』[9]

## 宝塚歌劇団退団後の主な活動

### 舞台
- 2025年9月、『ル・ゲィ・マリアージュ〜愉快な結婚』（六本木トリコロールシアター） - エリザ[10]